# Total Devastation
Total Devastation ist eine finnische Industrial- und Death-Metal-Band aus Karhula, die im Jahr 1998 gegründet wurde.

## Geschichte
Die Band wurde im Sommer 1998 von den Sängern Jaakko Heinonen und Lauri Pikka gegründet. Der Name Total Devastation wurde aus einem Lied vom Impaled-Nazarene-Album Rapture, das im selben Jahr erschien, entliehen. Das erste Demo Roadmap of Pain wurde aufgenommen, wobei die Instrumente durch einen Computer programmiert wurden. Bis zum Jahr 2002 folgten vier weitere Demos. Das Demo Divine-Ecstasy aus dem Jahr 2001 wurde zudem im Metal Hammer zum Demo des Monats gewählt. Durch das 2002er Demo Left Hand of the Devil erreichte die Band einen Vertrag bei Firebox Records. Mittlerweile waren zudem die Brüder Saku (E-Gitarre) und Pasi Hakuli (E-Bass) in der Band, während Lauri Pikkas Bruder Jarmo das Schlagzeug spielte, wobei deren dritter Bruder Harri zudem bereits seit einiger Zeit als Gitarrist in der Band war. Über Firebox Records erschien das Debütalbum Roadmap of Pain, wobei  das Album größtenteils aus Liedern bestand, die bereits auf den vorherigen Demos enthalten waren und lediglich neu aufgenommen wurden. Die Aufnahmen hierzu fanden in Tuomo Valtonens Sundicoop Studio statt. Das Album wurde zudem über Cargo Records veröffentlicht. Das zweite Album Reclusion wurde in Janne Saksas Sound Supreme Studio im Herbst 2004 aufgenommen. Als Bonuslied war ein Autopsy-Cover-Song auf dem Album zu finden. Im Frühling 2006 begab sich die Band erneut in das Sound Supreme Studio, um das Album Wreck aufzunehmen. Das Album erschien noch im selben Jahr. Über Stabbing Records erschienen 2008 und 2012 die Alben Honour the Disorder und Satama.

## Stil
Auf Roadmap to Pain bestehe laut Gunnar Sauermann vom Metal Hammer das Grundgerüst aus „Death'n'Grind mit zwei tiefer gelegten Gitarren, räudig-knurrendem Stimmbändern sowie dem wuchtig-treibenden Schlagzeug“. Zudem gebe es auch viele elektronische und programmierte Elemente. Auf Reclusion spiele die Band laut Markus Jakob vom Metal Hammer modernen Death Metal, wobei die Band „auch mit auflockernden Elementen wie Keyboards und verspielten Melodien arbeitet“. Das Album habe einen „typisch skandinavischen Sound“, wobei auf dem Album „eine extrem kalte, sterile und mörderische Grundstimmung“ vorherrsche. Auf Wreck biete die Band laut Jan Fleckhaus vom Metal Hammer eine Mischung aus klassischem Death Metal und neuen Ansätzen, wobei man den Liedern Einflüsse von Gruppen wie Black Sabbath, Strapping Young Lad, Morbid Angel, Death und Entombed anhöre. Der Gesangsstil, das Riffing, sowie der Sound der E-Gitarren würden stark an Alben wie Left Hand Path oder Scream Bloody Gore erinnern. Der Keyboardeinsatz würde an Black Metal erinnern. Zudem würden auch Industrial-Samples und ruhige Passagen Verwendung finden.

## Diskografie
- 1998: Blood Culture (Demo, Eigenveröffentlichung)
- 1998: Roadmap of Pain (Demo, Eigenveröffentlichung)
- 2000: Fallen Mankind (Demo, Eigenveröffentlichung)
- 2001: Divine-Ecstasy (Demo, Eigenveröffentlichung)
- 2002: Left Hand of the Devil (Demo, Eigenveröffentlichung)
- 2003: Roadmap of Pain (Album, Firebox Records)
- 2005: Reclusion (Album, Firebox Records)
- 2006: Wreck (Album, Firebox Records)
- 2008: Honour the Disorder (Album, Stabbing Records)
- 2012: Satama (Album, Stabbing Records)